# Forças Armadas da Áustria

Insígnia da Bundesheer.

O nome atual das Forças Armadas da Áustria é Österreichs Bundesheer ("Exército Federal da Áustria", nome oficial em português). Os ramos principais são as Forças Terrestres (Kommando Landstreitkräfte; KdoLaSK), Força Aérea (Kommando Luftstreitkräfte; KdoLuSK), Missão Suporte (Kommando Einsatzunterstützung; KdoEU), Missões Internacionais (Kommando Internationale Einsätze; KdoIE), Comando de Ajuda (Kommando Führungsunterstützung; KdoFüU) e de Forças Especiais (Kommando Spezialeinsatzkräfte; KdoSEK).
Sendo que a Áustria não possui costa marítima, esta não possui uma marinha.
Atualmente, o país um contingente de 25 mil militares profissionais. Suas tropas são bem treinadas e equipadas, apesar dos recentes cortes orçamentários.

## Galeria

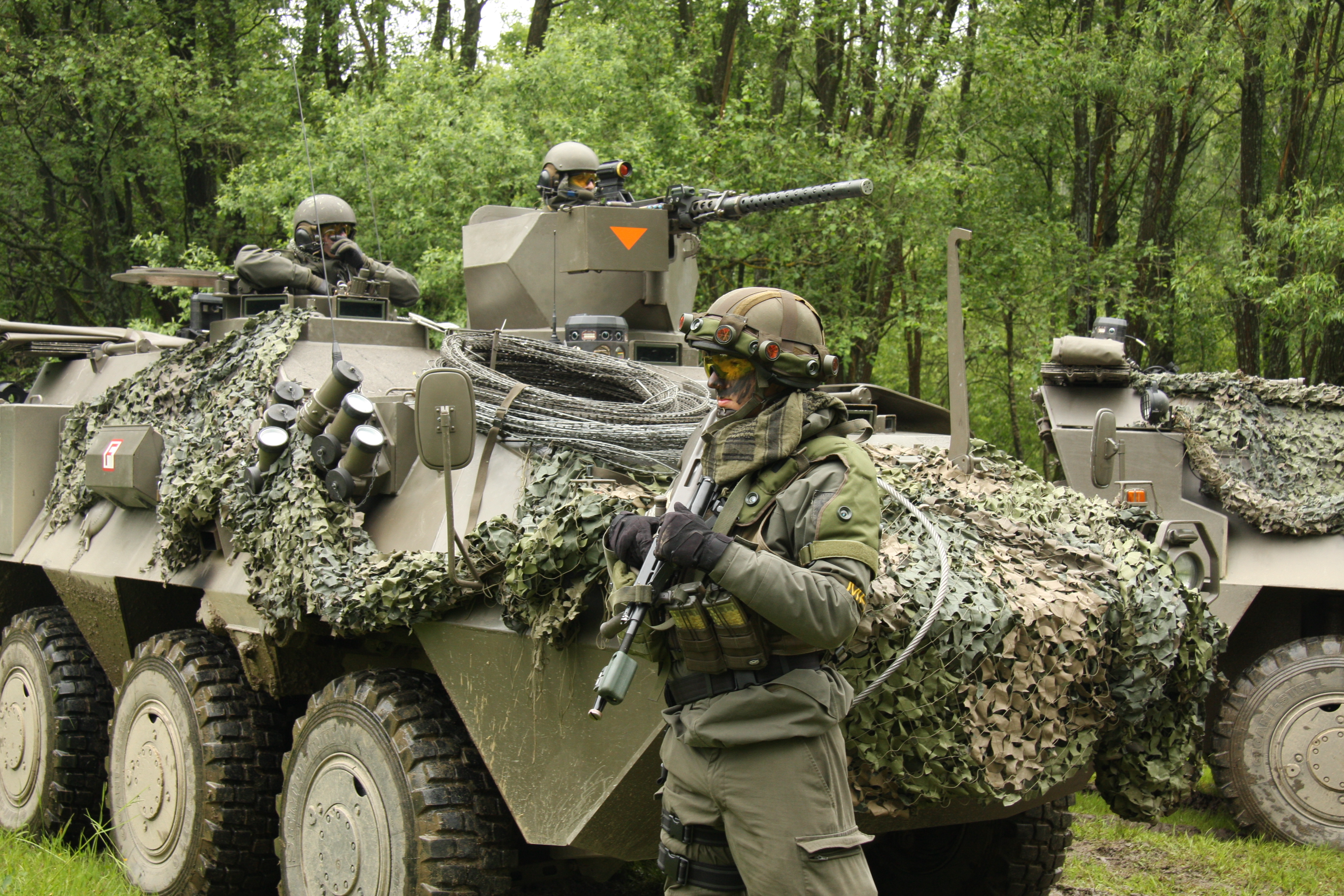
Soldados austríacos da Bundesheer.
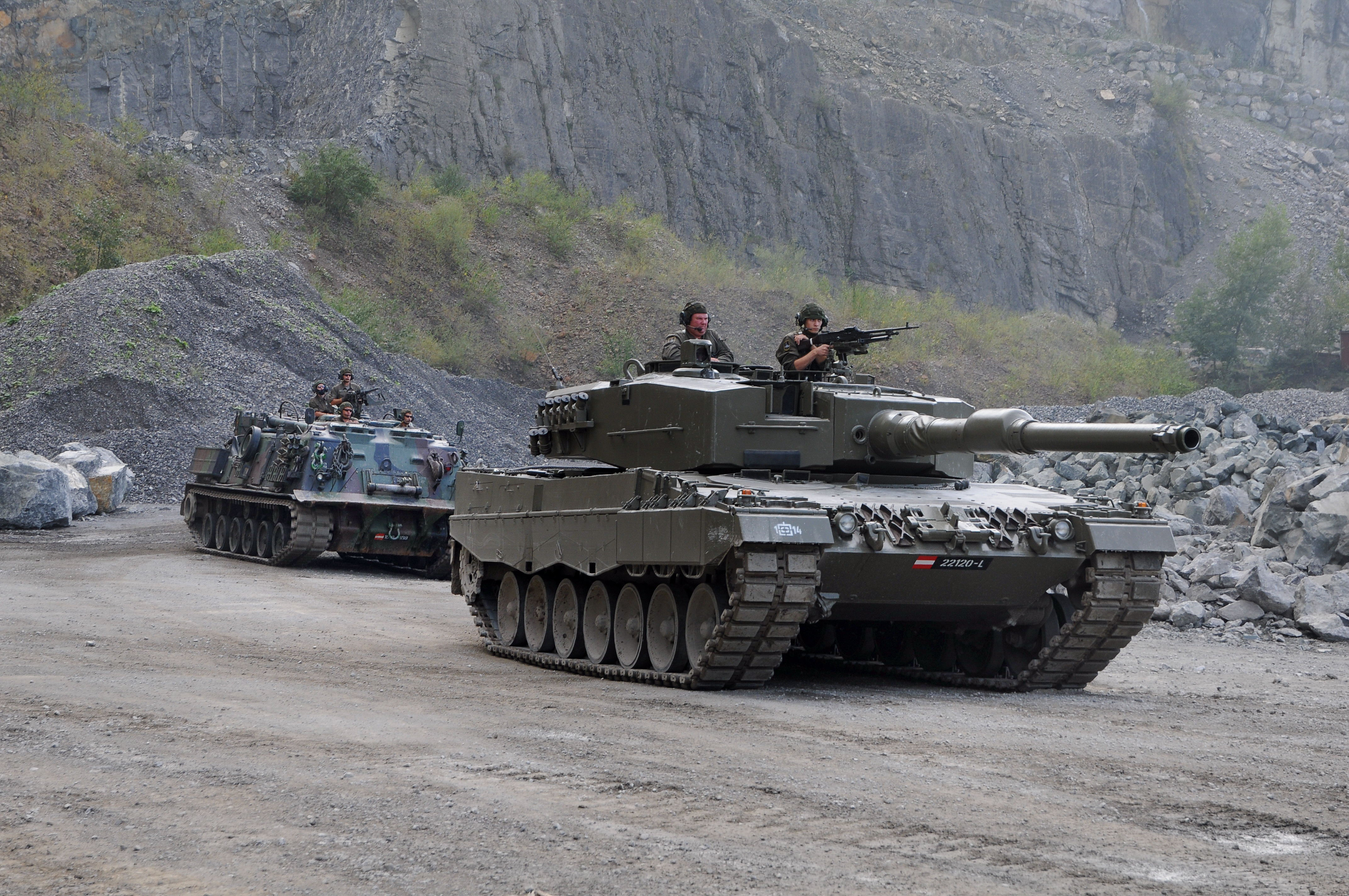
Um blindado Leopard 2A4 do exército austríaco.
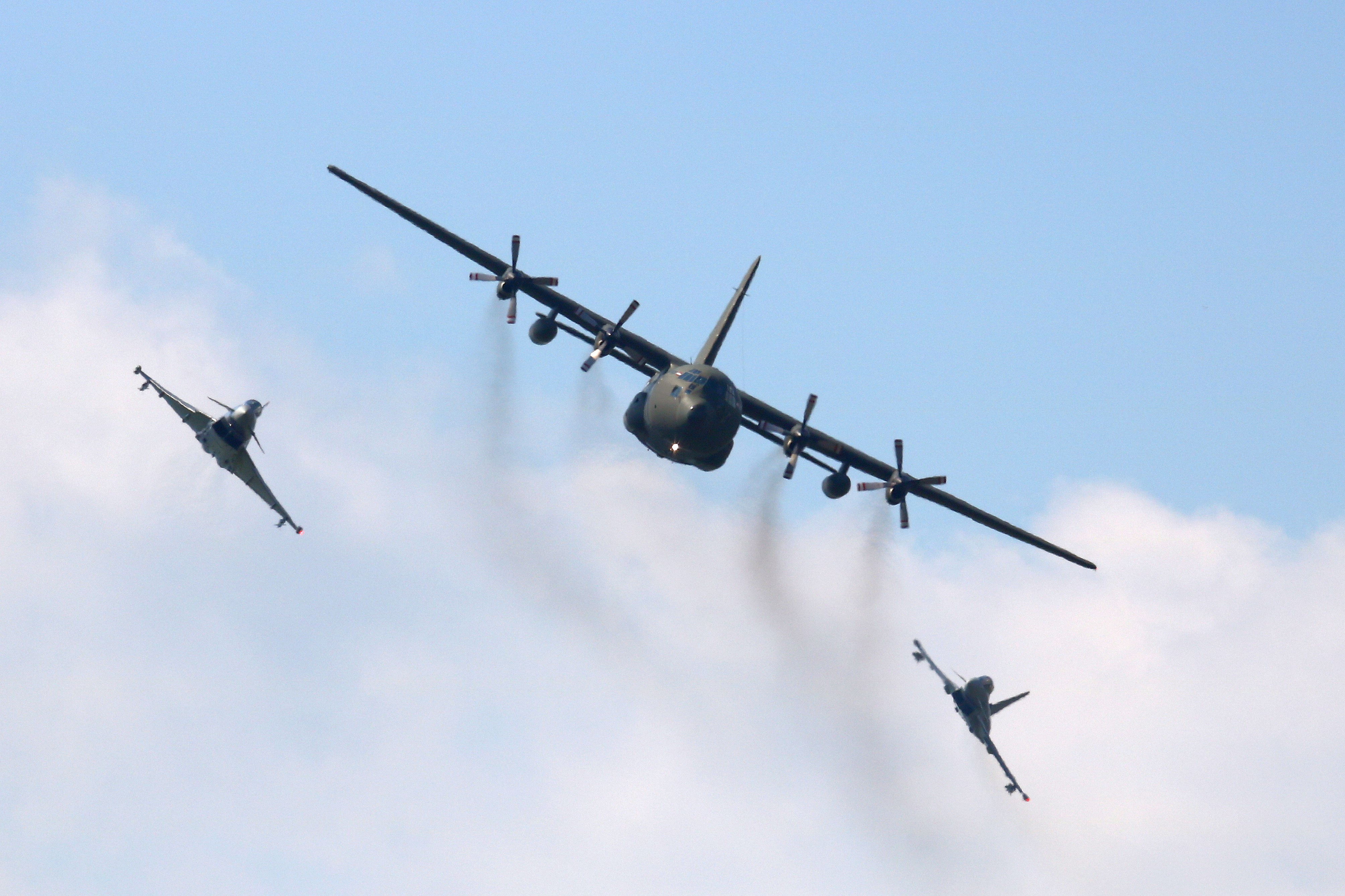
Dois Eurofighter Typhoons escoltando um C-130K da força aérea austríaca.
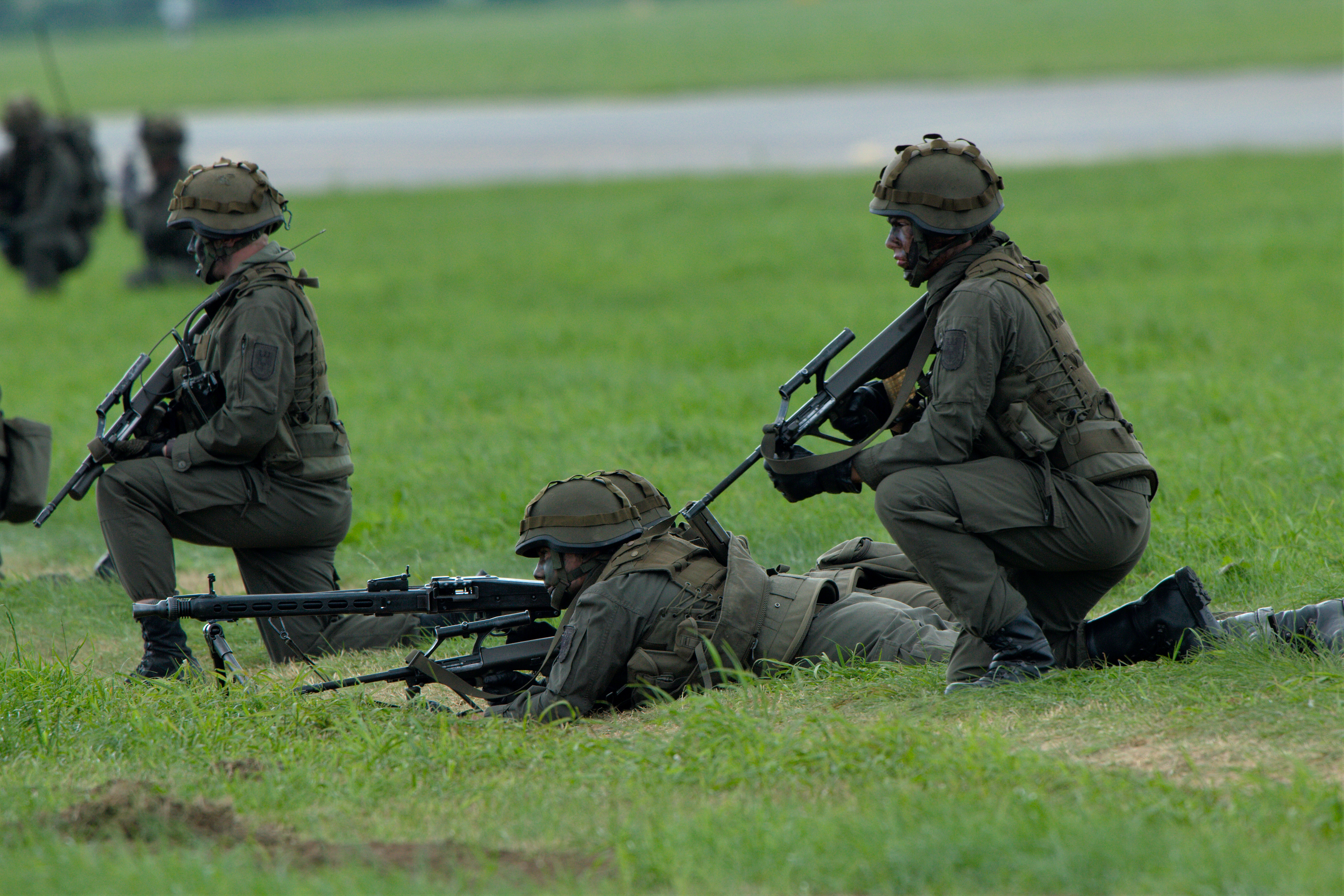
Militares de infantaria austríaca.